# متطفلي العرس
محطمو الزواج (بالإنجليزية: Wedding Crashers)‏ فيلم كوميدي رومنسي أمريكي من إنتاج سنة 2005. الفيلم من إخراج دافيد دوبكان وبطولة أوين ويلسون، فينس فون، كريستوفر واكن، رايتشل مكأدامز، آيسلا فيشر، برادلي كوبر وويل فيرل.

## القصة
تتحدث قصة الفيلم عن صديقان يقوما بالتطفل على الاعراس للتسلية و الحصول على النساء العازبات, ويحاولان بالذهاب بعدها إلى عرس ابنة وزير و ذو سلطة في الدولة, فيقعا في حب ابنتيهما و تسير احداث القصة في النهاية ليتزوجا ابنتي الوزير.

## طاقم التمثيل
- أوين ويلسون
- فينس فون
- كريستوفر واكن
- رايتشل مكأدامز
- آيسلا فيشر
- برادلي كوبر
- ويل فيرل
- جين سيمور

## وصلات خارجية
- الموقع الرسمي
- متطفلي العرس على موقع IMDb (الإنجليزية)
- متطفلي العرس على موقع ميتاكريتيك (الإنجليزية)
- متطفلي العرس على موقع روتن توميتوز (الإنجليزية)
- متطفلي العرس على موقع نتفليكس (الإنجليزية)
- متطفلي العرس على موقع قاعدة بيانات الأفلام العربية
- متطفلي العرس على موقع ألو سيني (الفرنسية)
- متطفلي العرس على موقع Turner Classic Movies (الإنجليزية)
- متطفلي العرس على موقع أول موفي (الإنجليزية)
- متطفلي العرس على موقع بوكس أوفيس موجو (الإنجليزية)
- متطفلي العرس على موقع فيلمافينيتي (الإسبانية)